# 캐러네이드
캐러네이드(영어: carronade [kæ̀rənéid][*])는 주철로 만든 단포신 활강식 캐넌이다. 1770년대에서 1850년대까지 사용되었으며, 최초의 사용자는 영국 왕립해군이다.